# Zagórów
Zagórów is een stad in het Poolse woiwodschap Groot-Polen, gelegen in de powiat Słupecki. De oppervlakte bedraagt 3,44 km², het inwonertal 2908 (2005).

## Verkeer en vervoer
- Station Zagórów (opgeheven)